# Anyphaena bromelicola
Anyphaena bromelicola là một loài nhện trong họ Anyphaenidae.
Loài này thuộc chi Anyphaena. Anyphaena bromelicola được Norman I. Platnick miêu tả năm 1977.